# Ruhlsdorf (Saksen-Anhalt)
Ruhlsdorf is een plaats en voormalige gemeente in de Duitse deelstaat Saksen-Anhalt, en maakt deel uit van de Landkreis Wittenberg.
Ruhlsdorf telt 286 inwoners.